# Indrek Tarand
Indrek Tarand (Tallinn, 3 febbraio 1964) è un politico e giornalista estone, diventato deputato europeo il 7 giugno 2009 come indipendente, ottenendo ben 102.509 preferenze (25,81%).

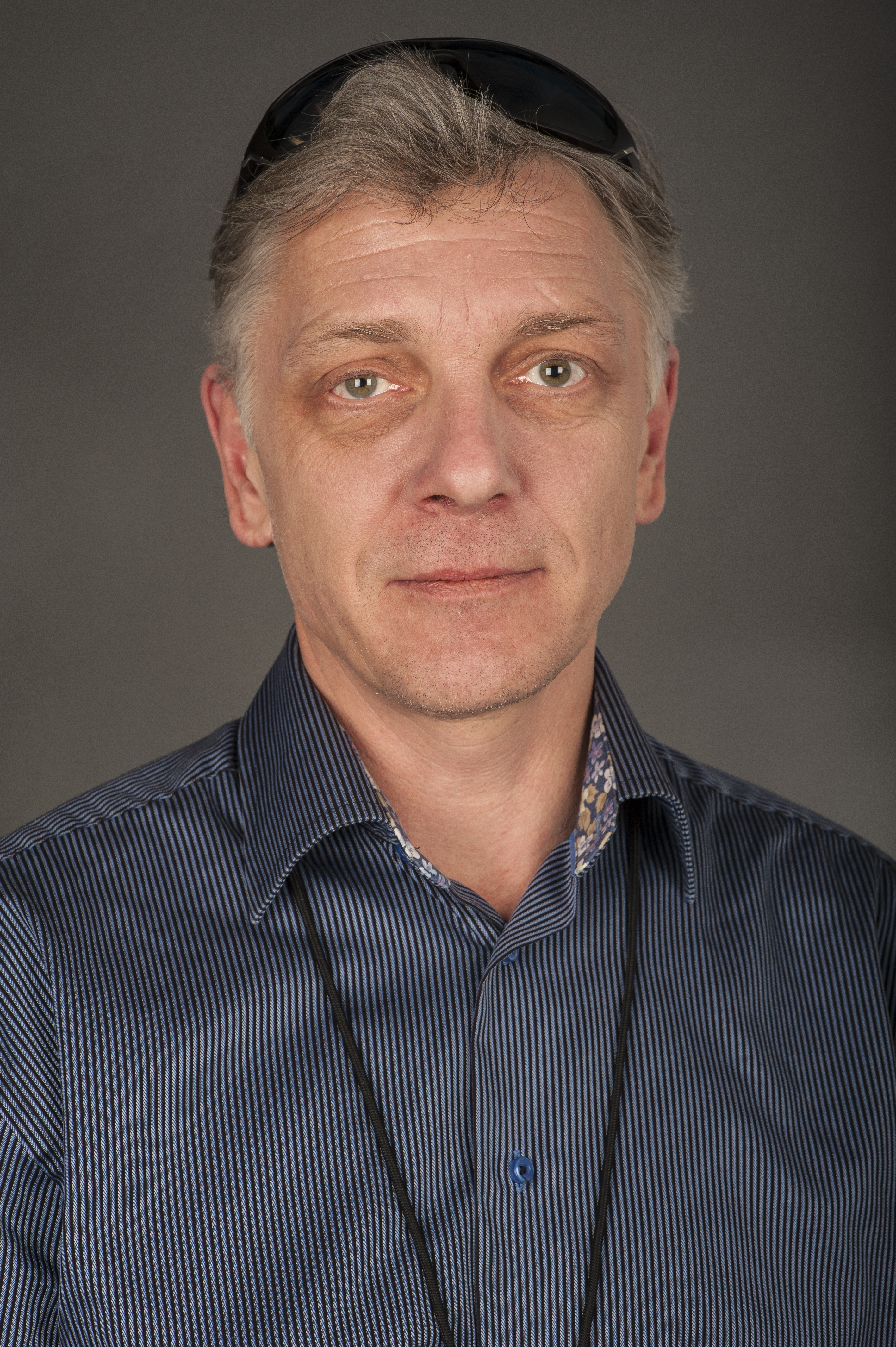
Indrek Tarand (2014)

È il figlio maggiore di Andres Tarand. Indrek ha svolto l'incarico di consulente del primo ministro di Estonia e di segretario generale del ministero estone degli affari esteri. Direttore del Museo della Guerra estone - Generale Laidoner, Tarand è anche un giornalista freelance di programmi radiofonici e televisivi. Sua madre Mari è una nota linguista e la sorella maggiore di Juhan Viiding.